# Masyumi

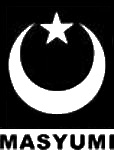
Logo der Masyumi-Partei

Masyumi (nach alter Schreibung vor 1972: Masjumi), eigentlich eine Abkürzung für Majelis Syuro Muslimin Indonesia („Konsultativrat  der Muslime Indonesiens“), war eine islamische Partei Indonesiens, die zwischen 1945 und 1960 existierte und auf das gleichnamige muslimische Repräsentativgremium zurückging, das die japanische Militärregierung im November 1943 geschaffen hatte, um so die Muslime Indonesiens besser kontrollieren zu können. Die Partei wurde im August 1960 durch Präsident Sukarno verboten, nachdem sie Ende der 1950er Jahre regionale Aufstände der „Revolutionären Regierung der Republik Indonesien“ (Pemerintah Revolusioner Republik Indonesia/PRRI) unterstützt hatte.

## Der Masyumi als Repräsentativgremium unter japanischer Besatzung
Schon 1937 hatten sich verschiedene islamisch-nationalistische Organisationen in Niederländisch-Indien in dem „Obersten Islamrat Indonesiens“ (Madjelis Islam A'la Indonesia - MIAI) zusammengeschlossen. Nachdem im März 1942 japanische Truppen Java besetzt hatten, bemühte sich die japanische Militärregierung, die dortigen anti-niederländischen islamischen Gruppen weiter zu stärken und für ihre anti-westlichen politischen und militärischen Ziele zu mobilisieren. Schon im März 1942 schuf die Militärregierung ein Amt für religiöse Angelegenheiten, das sogenannte Shūmubu, das im Oktober 1943 unter indonesische Führung gestellt wurde. Einen Monat später wurde der Masyumi ins Leben gerufen, der als Nachfolgeorganisation des MIAI konzipiert war, der allerdings nur solchen Organisationen offenstand, denen die japanische Militärregierung einen offiziellen Status verliehen hatte. Hierzu gehörten die traditionalistische Nahdlatul Ulama (NU) sowie die modernistische Muhammadiyah und zwei kleinere Organisationen. Muslimische Gelehrte konnten dem Masyumi auch persönlich beitreten, allerdings nur, nachdem sie die Erlaubnis des Shūmubu erhalten hatten. Zum Vorsitzenden des Masyumi wurde der NU-Gründungsvorsitzende Hasyim Asy'ari ernannt.
Nachdem im September 1944 die japanische Regierung ihren Plan verkündet, Indonesien für die Unabhängigkeit vorzubereiten, hielt Masyumi im Oktober 1944 eine Versammlung in Jakarta ab, in deren Abschlusserklärung das Ziel festgehalten wurde, die indonesische muslimische Gemeinschaft darauf vorzubereiten, „die Freiheit für Indonesien und die Freiheit für die Religion des Islams zu empfangen.“ Mit Unterstützung der japanischen Militärregierung gründete Masyumi im Dezember 1944 ein Freiwilligenkorps, das Barisan Hizbullah („Die Front der Partei Gottes“), dessen Ziel es sein sollte, in Übereinstimmung mit den Geboten des Islams die Solidarität der indonesischen muslimischen Gemeinschaft zu erreichen, an der Seite Japans für die Sache Gottes zu kämpfen und die Unabhängigkeit Indonesiens zu verwirklichen.
Der Masyumi wurde der japanischen Militärregierung aber in den folgenden Monaten zu mächtig, so dass sie zum Ausgleich säkulare Gruppen zu stärken begann. In dem 62-köpfigen Komitee zur Vorbereitung der indonesischen Unabhängigkeit (Badan Penyelidikan Usah Persiapan Kemerdekaan Indonesia; BPUPKI), das am 1. März 1945 eingesetzt wurde, war der Masyumi nur mit sechs Mitgliedern vertreten, so dass sein Einfluss in diesem Gremium relativ beschränkt war. Das von Sukarno als Repräsentanten der säkularen Fraktion am 1. Juni präsentierte Konzept der Pancasila, wonach nicht der Islam, sondern allgemein der Glaube an eine Gottheit (ketuhanan) das religiöse Element der Staatsideologie sein sollte, akzeptierten die Vertreter des Masyumi in dem Gremium am 22. Juni, nachdem es durch die sogenannten „sieben Wörter“ (tujuh kata) ergänzt worden war. Die ergänzte Phrase sah vor, dass den Anhängern des Islams in Indonesien zusätzlich die Pflicht auferlegt werden sollte, die Scharia des Islams zu befolgen. Dieser Kompromiss zur Befriedigung der Masyumi-Mitglieder des Komitees ist als die sogenannte Jakarta-Charta bekannt.
In den folgenden Wochen erlebte der Masyumi jedoch einen politischen Erosionsprozess, und einige Nicht-Muslime sowie auch Muslime, die von den äußeren Inseln stammten, protestierten gegen die „sieben Wörter“. Deswegen wurden am 17. August 1945, als der Verfassungsentwurf öffentlich diskutiert wurde, die „sieben Wörter“ aus deren Präambel gestrichen.

## Neugründung als Partei

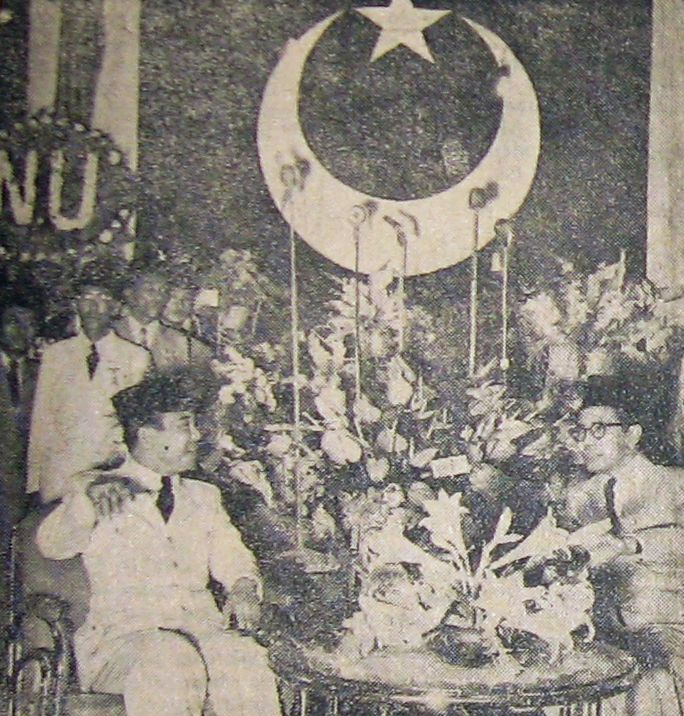
Sukarno bei einer Konferenz der Masyumi im Dezember 1954

Den Bestrebungen Sukarnos, seine Indonesische Nationalpartei (Partai Nasional Indonesia - PNI) zur Einheitspartei zu machen, innerhalb derer alle gesellschaftlichen Konflikte durch das Prinzip der Konsultation gelöst werden sollten, traten die Vertreter der großen muslimischen Organisationen (NU, Muhammadiyah und die aus der Sarekat Islam hervorgegangene PSII) am 7. November 1945 in Yogyakarta durch Neugründung des Masyumi als Partei entgegen. In weniger als einem Jahr entwickelte sich diese zur mitgliederstärksten Partei in Indonesien.
Die politische Ausrichtung der Partei geht aus verschiedenen Programmen und Manifesten hervor. In dem Gründungsprogramm wurden die Muslime ermuntert, „für die Sache Gottes zu kämpfen“ (berdjihad fisabilillah), was gewiss im Sinne des Kampfes für die Unabhängigkeit gemeint war. Das Programm von 1946 betonte die Notwendigkeit der Realisierung der Ideale des Islams in staatlichen Angelegenheiten, „so dass eine Staatsform geschaffen werden kann, die auf die Souveränität des Volkes gegründet ist, und eine Gesellschaft entsteht, die auf Gerechtigkeit entsprechend den Lehren des Islam basiert.“ Das Programm enthielt auch eine Anzahl von progressiven Forderungen: einen Mindestlohn für Arbeiter, die Begrenzung der Wochenarbeitszeit, Sozialversicherung, ein Landwirtschaftsgesetz zum Schutz von Kleinbauern und die Verbesserung von landwirtschaftlichen Methoden.
Ein politisches Manifest vom 6. Juni 1947 übte Kritik an der in der Verfassung verankerten Pancasila-Ideologie: „Die Republik Indonesien, deren Bevölkerung mehrheitlich dem Islam angehört, muss eine Verfassung haben, die auf Prinzipien basiert, die mit dieser Religion übereinstimmen und nicht den Lehren des Islams widersprechen“. Auf der Allgemeinen Versammlung im März 1948 wurde die Forderung an die Regierung erhoben, in Grund- und Sekundarschulen Religionsunterricht verpflichtend einzuführen.

## Spätere Entwicklung
Nach dem Verständnis seiner Gründer sollte der Masyumi die einzige politische islamische Partei in Indonesien sein. Nach und nach lösten sich allerdings verschiedene Mitgliederorganisationen vom Masyumi ab und gründeten erneut eigene Parteien. Die erste Spaltung trat bereits im Juli 1947 ein, als eine Anzahl von Mitgliedern unter Führung von Wondoamiseno und Arudji Kartawinata die alte Partai Sarekat Islam Indonesia (PSII) wiederbegründeten, um sich an der linksgerichteten Regierung von Amir Sjarifuddin beteiligen zu können. Nachdem 1949 der Parteirat (madjlis sjuro), in dem viele Religionsgelehrte vertreten waren, zu einem rein beratenden Organ abgewertet worden war, zog sich im April 1952 die NU aus dem Masyumi zurück und formierte sich als Partei neu. Unmittelbarer Anlass für die Abspaltung war der Streit um den Posten des Religionsministers in dem Kabinett von Wilopo.
Modernistische Muslime der Muhammadiyah begannen nun, den Masyumi immer stärker zu dominieren. Nach den Statuten vom August 1952 definierte sich der Masyumi als eine Partei, die auf den Islam gegründet ist und darauf abzielt, „die Lehre und das Gesetz des Islam in dem Leben des Individuums, der Gesellschaft und der Republik Indonesien als Staat zu verwirklichen, um auf diese Weise das Wohlgefallen Gottes zu erlangen.“ Bei den Parlamentswahlen von 1955 erreichte Wahle 20,9 Prozent der Stimmen und war damit die zweitstärkste Partei hinter der PNI, die 22,3 Prozent erhielt. In den Jahren nach der Wahl blieb der Masyumi die meiste Zeit in der Opposition.
Zwar rivalisierten Masyumi, NU und PSII als Parteien miteinander, doch kam es zeitweise auch zu einer Zusammenarbeit. So verabredeten die drei Parteien zusammen mit der sumatranischen Partei Pergerakan Tarbiyah Islamiyah (PerTI) im Vorfeld der Wahlen von 1955, sich jeglicher Angriffe aufeinander zu enthalten. In der Konstituante, die im November 1956 in Bandung einberufen wurde, um eine endgültige Verfassung für Indonesien ausarbeiten sollte, die diejenige von 1945 ersetzen sollte, arbeitete Masyumi erneut mit den anderen islamischen Parteien zusammen, um die Pancasila als Grundprinzip des Staates durch den Islam ersetzen zu lassen. Gegen diesen islamischen Block bildete sich innerhalb der Konstituante ein anderer Block, der für den Erhalt der Pancasila als verfassungsgebenden Prinzip eintrat. Keine der beiden Blöcke brachte die für eine Verfassungsänderung nötige Zweidrittelmehrheit auf, so dass Sukarno die Konstituante im Juli 1959 schließlich auflöste und als Konsequenz das Prinzip der Gelenkten Demokratie proklamierte. Der Masyumi hatte sich bereit 1958 durch die Unterstützung regionaler Aufstände des PRRI als politische Kraft kompromittiert und wurde im August 1960 aufgelöst.

## Nach dem Verbot
Nach dem Verbot der Partei gründeten ehemalige Mitglieder und Anhänger die nach dem früheren Parteilogo benannte „Halbmond-Stern-Familie“ (Keluarga Bulan Bintang), um für die Durchsetzung des Islams und der Scharia auf staatlicher Ebene zu kämpfen. Am Anfang der Regierungszeit Suhartos gab es Versuche, die alte Masyumi-Partei wiederzubegründen, doch wurde dies von staatlicher Seite unterbunden. Nach dem Sturz Suhartos 1998 gründeten ehemalige Mitglieder des Masyumi als Nachfolgerpartei die „Halbmond-Stern-Partei“ (Partai Bulan Bintang), die an allen nachfolgenden Parlamentswahlen teilnahm, jedoch bisher nie mehr als 2,5 Prozent der Stimmen für sich gewinnen konnte.